# Segunda Liga de la Federación de Bosnia y Herzegovina
La Segunda Liga de la Federación de Bosnia y Herzegovina (bosnio: Druga liga Federacije Bosne i Hercegovine / Друга лига Федерације Босне и Херцеговине) es una liga de fútbol que ocupa el tercer nivel de la pirámide de ligas en Bosnia y Herzegovina, organizada en cuatro grupos separados según criterios geográficos: norte, sur, centro y oeste. Los dos mejores equipos consiguen el ascenso a la Primera Liga de la Federación al final de cada temporada, mientras que los equipos peor clasificados descienden a las ligas cantonales (la cantidad de descensos depende del grupo y del número de ligas inferiores).

## Palmarés
| Temporada | Norte              | Centro                        | Sur                  | Oeste           |
| --------- | ------------------ | ----------------------------- | -------------------- | --------------- |
| 2002–03   |                    | Sloga Tolisa                  | GOŠK Gabela          |                 |
| 2003–04   | Mramor             | Sloga Tolisa, Vitez, Čapljina |                      |                 |
| 2004–05   | Gradina            | Olimpik                       | Troglav Livno        | Kreševo         |
| 2005–06   | Zvijezda Gradačac  | TOŠK Tešanj                   | Igman Konjic         | Krajina Cazin   |
| 2006–07   | Bratstvo Gračanica | Ozren                         | Drinovci             | Iskra Bugojno   |
| 2007–08   | Omladinac Mionica  | Olimpik                       | Čapljina             | Krajina Cazin   |
| 2008–09   | Slaven Živinice    | Goražde                       | Igman Konjic         | Krajišnik       |
| 2009–10   | Gradina            | Radnik Hadžići                | Čapljina             | Krajina Cazin   |
| 2010–11   | Bratstvo Gračanica | UNIS Vogošća                  | Branitelj Mostar     | Vitez           |
| 2011–12   | Radnički Lukavac   | Bosna Visoko                  | Troglav Livno        | Podgrmeč        |
| 2012–13   | Orašje             | Mladost Doboj Kakanj          | Igman Konjic         | Una Kulen Vakuf |
| 2013–14   | Mladost Malešići   | Goražde                       | Turbina Jablanica    | Maestral-BSI    |
| 2014–15   | Sloga Simin Han    | Bosna Visoko                  | Sloga Ljubuški       | Novi Travnik    |
| 2015–16   | Sloga Simin Han    | Bosna Sema                    | Igman Konjic         | Krajina Cazin   |
| 2016–17   | Slaven Živinice    | TOŠK Tešanj                   | Igman Konjic         | Iskra Bugojno   |
| 2017–18   | Budućnost Banovići | Goražde                       | Posušje              | Novi Travnik    |
| 2018–19   | Budućnost Banovići | Radnik Hadžići                | Klis Buturović Polje | Travnik         |
| 2019–20   | Seona              | Vis Simm-Bau                  | Posušje              | Rudar Han Bila  |

## Enlaces
Web oficial Segunda Liga Grupo Norte: http://www.nsfbih.ba/stranica/druga-liga-fbih-sjever Archivado el 24 de octubre de 2017 en Wayback Machine.
Web oficial Segunda Liga Grupo Centro: http://www.nsfbih.ba/stranica/druga-liga-fbih-centar Archivado el 4 de julio de 2016 en Wayback Machine.
Web oficial Segunda Liga Grupo Sur: http://www.nsfbih.ba/stranica/druga-liga-fbih-jug Archivado el 29 de julio de 2021 en Wayback Machine.

Web oficial Segunda Liga Grupo Oeste: http://www.nsfbih.ba/stranica/druga-liga-fbih-zapad Archivado el 29 de julio de 2021 en Wayback Machine. Archivado el 29 de julio de 2021 en Wayback Machine.
- Datos: Q233279